# Pyramidebane
Pyramidebanerne inkluderer fibre i både den corticospinale og corticobulbære trakt. Mange af fibrene krydser i decussatio pyramidum, som er placeret på forsiden af den forlængede rygmarv. Pyramidebanerne er samlinger af øvre motorneuroners fibre, der løber fra hjernebarken og slutter enten i hjernestammen (corticobulbar) eller rygmarven (corticospinal) og er primært involveret i kontrollen af kroppens motorfunktioner.
| Anatomi | Spire Denne artikel om anatomi er en spire som bør udbygges. Du er velkommen til at hjælpe Wikipedia ved at udvide den. |